# Halgerda batangas
Espèce
Halgerda batangas est une espèce de nudibranches de la famille des Discodorididae.

## Répartition et habitat
Cette espèce se rencontre dans la zone tropicale ouest Pacifique, des côtes indonésiennes aux côtes philippines. Son habitat est la zone récifale externe, sur les sommets ou sur les pentes jusqu'à la zone des 20 m de profondeur.

## Description
Cette espèce peut mesurer plus de 5 cm. Le corps est massif, trapu et il n'y a pas de « jupe ». Il est couvert de tubercules de diverses tailles dont le sommet est orange à rouge et la base cerclée de blanc. La couleur de fond du corps est blanc translucide avec un dense réseau de fines lignes orange à rouges. Le bord du manteau est garni de petits tubercules identiques à la pointe orange à rouge sur une bande blanche aux contours irréguliers.
Les rhinophores et le bouquet branchial sont rétractiles et translucides avec des taches sombres.

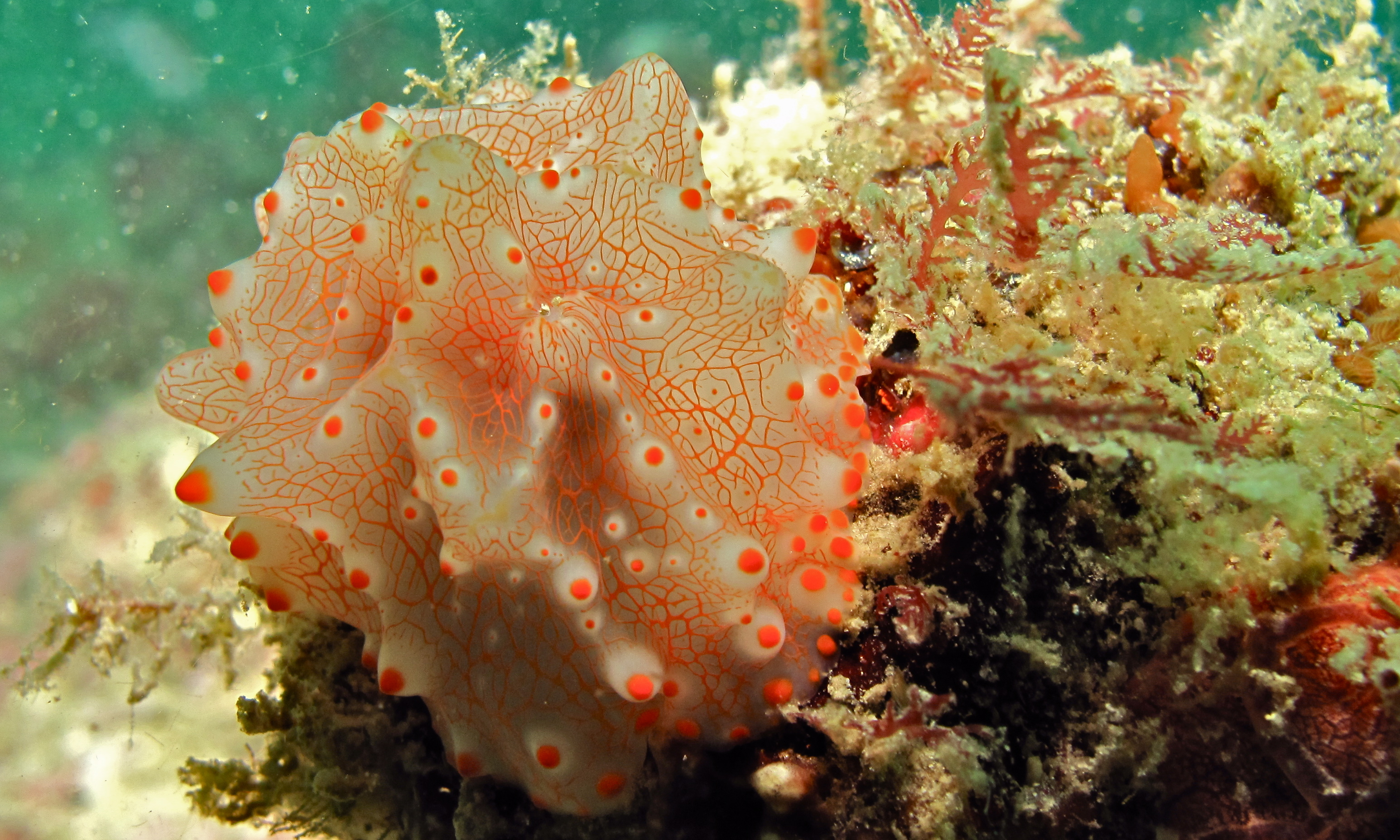
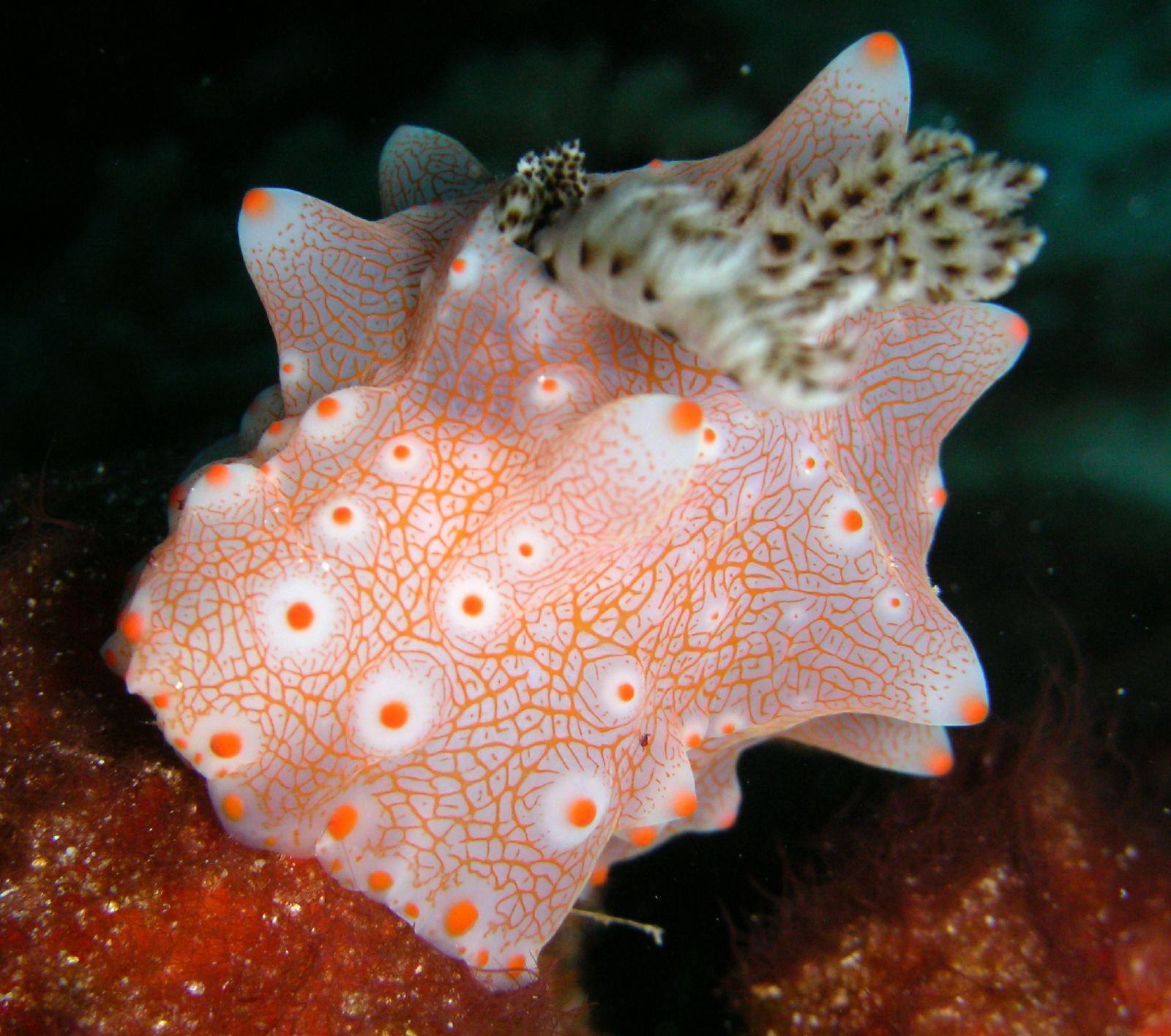
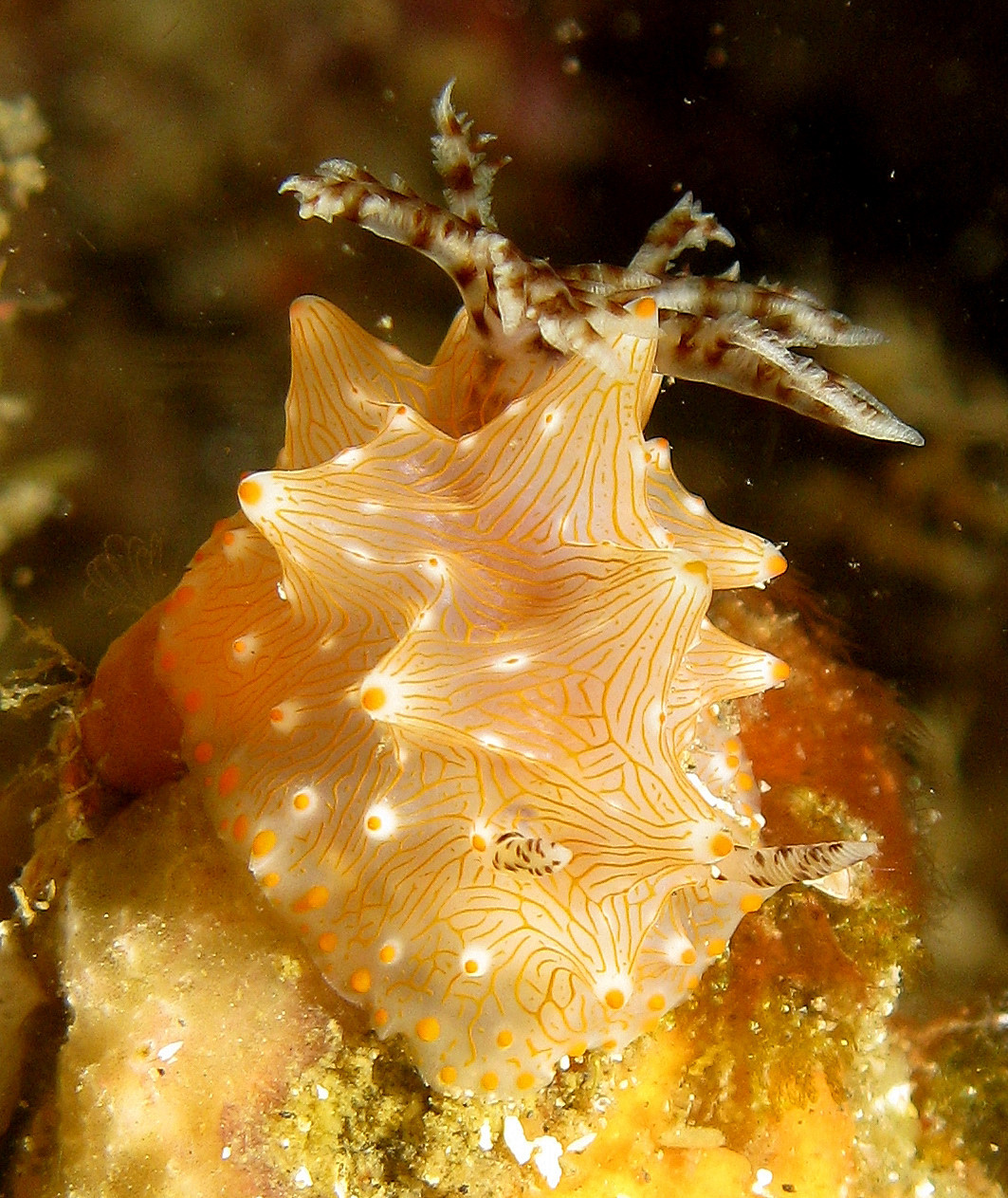
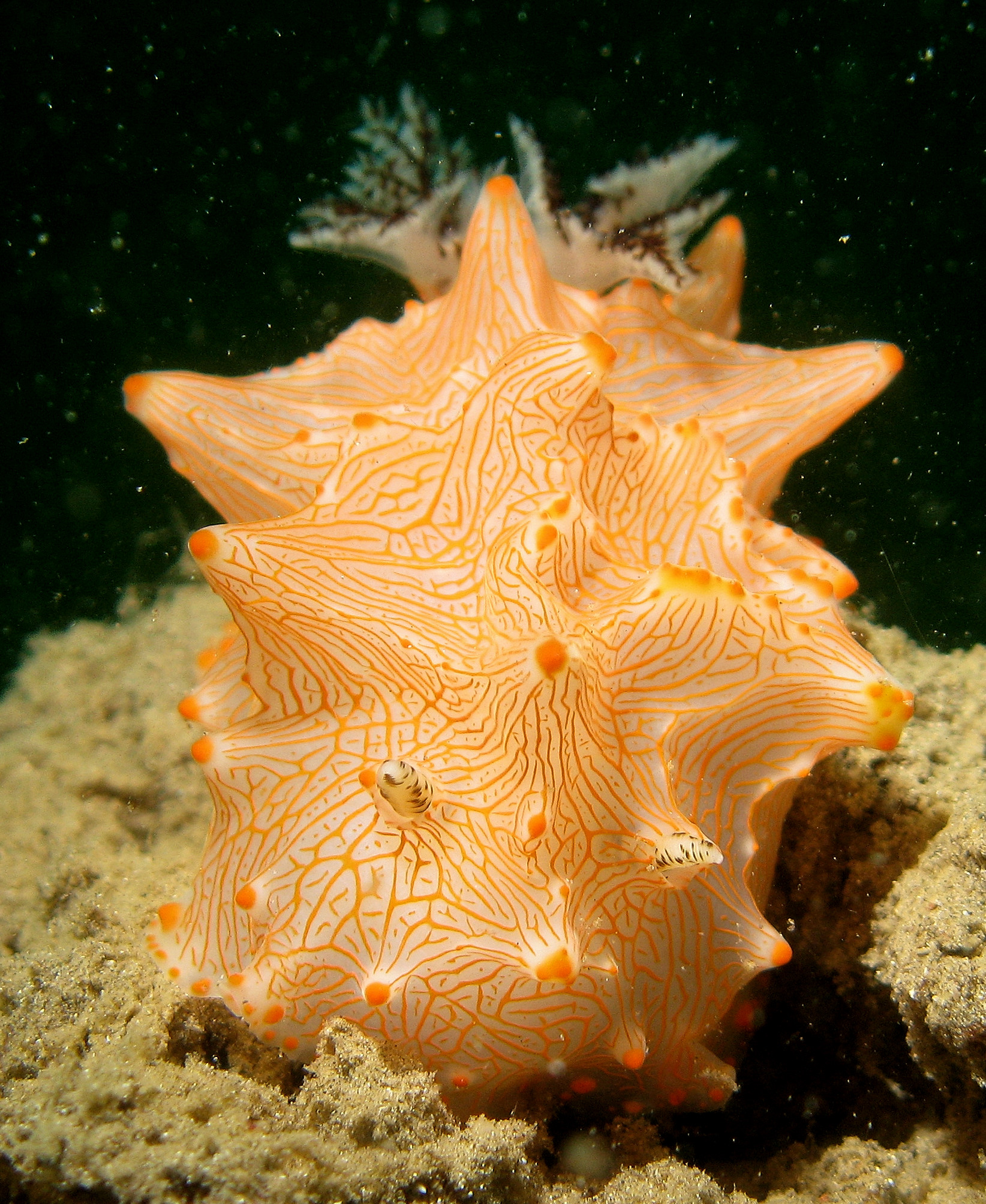
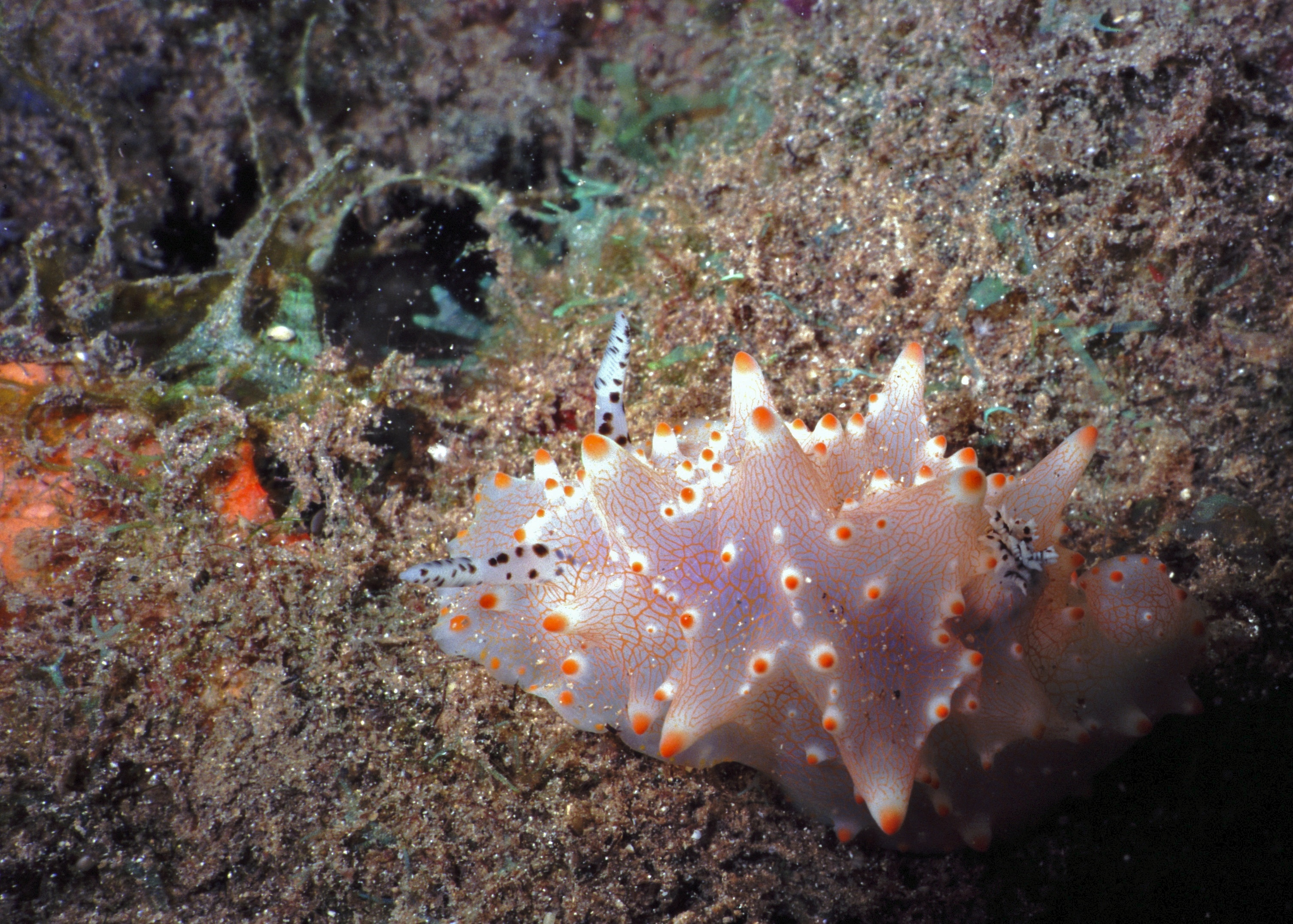

## Éthologie
Cet Halgerda est benthique et diurne, se déplace à vue sans crainte d'être pris pour une proie de par la présence de glandes défensives réparties dans les tissus du corps.

## Alimentation
Halgerda batangas se nourrit principalement d'éponges.

## Classification
Le nom valide complet (avec auteur) de ce taxon est Halgerda batangas Carlson (d) & Hoff (d), 2000,.

### Étymologie
Son épithète spécifique fait référence à Batangas où cette espèce est couramment observée et où ont été capturés les trois spécimens étudiés. 

### Publication originale
- (en) C. H. Carlson et P. J. Hoff, « Three new Pacific species of Halgerda (Opisthobranchia: Nudibranchia: Doridoidea) », The Veliger, vol. 43, no 2,‎ 3 avril 2000, p. 154-163 (ISSN 0042-3211, OCLC 1768969, lire en ligne).